# Henrik Caspar Wegener
Henrik Caspar Wegener R.1   (født 23. oktober 1958) er en dansk forsker. Han var fra 2017 til 2025 rektor for Københavns Universitet. Han efterfulgte Ralf Hemmingsen, der var rektor fra 2005 til 2017.

## Uddannelse
Wegener er kandidat i fødevarevidenskab (1988) og ph.d. i mikrobiologi (1992) fra Den kongelige Veterinær- og Landbohøjskole, som fusionerede med Københavns Universitet i 2007. Han har en mastergrad i offentlig ledelse (MPA) fra CBS (2007).

## Karriere
Efter sin ph.d.-grad har Wegener bl.a. været forskningsgruppeleder, professor, centerdirektør ved Danmarks Veterinærinstitut, forskningschef ved Danmarks Fødevareforskning samt institutdirektør og prorektor på Danmarks Tekniske Universitet. Han fungerede som formand for EU Kommissionens øverste forskningsrådgivere fra 2015-17. Den 1. marts 2017 blev Henrik Caspar Wegener Københavns Universitets rektor nr. 259. Han fik 1,8 mio. kr. i løn dette år.

## Forskning
Wegener er en internationalt anerkendt forsker inden for fødevaresikkerhed, antibiotikaresistens og bakterielle zoonoser, dvs. bakterier, som overføres fra dyr til mennesker. I en årrække var han rådgiver for EU og Verdenssundhedsorganisationen, WHO. Hans forskning og rådgivning har bidraget til udvikling af nationale og internationale programmer til kontrol af fødevarebårne sygdomme, og den har medvirket til en markant reduktion i antallet af sygdomstilfælde fra fødevarebårne sygdomme og til et forbud mod anvendelse af antibiotika som vækstfremmere til husdyr i Europa.

## Hædersbevisninger
I 2015 blev han Ridder af Dannebrog, i 2016 Chevallier, Ordre des Palmes Academiques, Republique Francaise, og i 2023 Ridder af 1. grad af Dannebrog.